# Lirica a Trieste 1821-1830
Cronistoria delle rappresentazioni liriche a Trieste:
Periodo rappr.:

P = primavera

E = estate

A = autunno

I = inverno

CAR = carnevale-quaresima

| Opera                                                                     | Compositore            | Periodo rappr. | Prima rappr. | Num. repliche |
| 1821                                                                      |                        |                |              |               |
| L'italiana in Algeri                                                      | Gioacch. ROSSINI       | P              |              |               |
| Gianni di Parigi                                                          | Franc. MORLACCHI       | P              |              |               |
| L'inganno felice                                                          | Gioacch. ROSSINI       | P              |              |               |
| Le lagrime di una vedova                                                  | Pietro GENERALI        | P              |              |               |
| La locandiera                                                             | Gius. FARINELLI        | P              |              |               |
| La scelta dello sposo                                                     | Pietro Carlo GUGLIELMI | P              |              |               |
| Ser Marcantonio                                                           | Stef. PAVESI           | P              |              |               |
| Arminio                                                                   | Stef. PAVESI           | A              |              | 10            |
| Annibale in Bitina                                                        | Gius. NICCOLINI        | A              |              | 10            |
| Il falegname di Livonia                                                   | Giov. PACINI           | CAR            |              |               |
| Agnese                                                                    | Ferd. PAER             | CAR            |              | 1             |
| Cenerentola                                                               | Gioacch. ROSSINI       | CAR            |              |               |
| Sandrina                                                                  | Stef. PAVESI           | CAR            | 16.2.1822    |               |
| Torvaldo e Dorliska                                                       | Gioacch. ROSSINI       | CAR            | 2.2.1822     | 6             |
| Il turco in Italia                                                        | Gioacch. ROSSINI       | CAR            |              | 3             |
|                                                                           |                        |                |              |               |
| 1822                                                                      |                        |                |              |               |
| Le cantatrici villane                                                     | Valent. FIORAVANTI     | P              |              |               |
| La cambiale di matrimonio                                                 | Gioacch. ROSSINI       | P              |              |               |
| Giannina e Bernardone                                                     | Domenico CIMAROSA      | P              |              |               |
| Il matrimonio segreto                                                     | Domenico CIMAROSA      | P              |              |               |
| Paolo e Virginia                                                          | Pietro Carlo GUGLIELMI | P              | 9.4.1822     | 3             |
| La scelta dello sposo                                                     | Vincenzo PUCITTA       | P              |              |               |
| I baccanali di Roma                                                       | Pietro GENERALI        | A              |              |               |
| La donna del lago                                                         | Gioacch. ROSSINI       | A              |              |               |
| Edoardo e Cristina                                                        | Gioacch. ROSSINI       | A              |              |               |
| Cenerentola                                                               | Gioacch. ROSSINI       | CAR            |              |               |
| Il barbiere di Siviglia                                                   | Gioacch. ROSSINI       | CAR            |              |               |
| Elisa e Claudio                                                           | Saverio MERCADANTE     | CAR            |              |               |
| La gioventù di Enrico IV                                                  | Giov. PACINI           | CAR            |              |               |
|                                                                           |                        |                |              |               |
| 1823                                                                      |                        |                |              |               |
| Sono eglino maritati?                                                     | Giac. PANIZZA          | P              |              |               |
| Le cantatrici villane                                                     | Valent. FIORAVANTI     | P              |              |               |
| Clotilde                                                                  | Carlo COCCIA           | P              |              |               |
| Matilde di Shabran                                                        | Gioacch. ROSSINI       | P              |              |               |
| L'occasione fa il ladro                                                   | Gioacch. ROSSINI       | P              |              |               |
| Il pellegrino bianco                                                      | Filippo GRAZIOLI       | P              |              |               |
| Tebaldo e Isolina                                                         | Franc. MORLACCHI       | A              |              |               |
| Balduino Duca di Spoleto                                                  | Gius. NICCOLINI        | A              |              |               |
| Chiara di Rosenberg                                                       | Pietro GENERALI        | CAR            |              |               |
| Cenerentola                                                               | Gioacch. ROSSINI       | CAR            |              |               |
| I due Figaro                                                              | Giac. PANIZZA          | CAR            |              |               |
| Violenza e Costanza                                                       | Saverio MERCADANTE     | CAR            |              |               |
|                                                                           |                        |                |              |               |
| 1824                                                                      |                        |                |              |               |
| La donna del lago                                                         | Gioacch. ROSSINI       | A              |              |               |
| Il crociato in Egitto                                                     | Giac. MEYERBEER        | A              |              |               |
| Temistocle                                                                | Giov. PACINI           | A              |              |               |
| L'equivoco stravagante (centone di brani rossiniani manipolato dal Bassi) | Gioacch. ROSSINI       | CAR            | 1.1.1825     |               |
| Amina                                                                     | Antonio D'ANTONI       | CAR            |              | 6             |
| Il barbiere di Siviglia                                                   | Gioacch. ROSSINI       | CAR            |              |               |
| Cenerentola                                                               | Gioacch. ROSSINI       | CAR            |              |               |
|                                                                           |                        |                |              |               |
| 1825                                                                      |                        |                |              |               |
| Semiramide                                                                | Gioacch. ROSSINI       | A              |              |               |
| Maria Stuarda                                                             | Saverio MERCADANTE     | A              |              |               |
| Pimmalione                                                                | Franc. BULGARELLI      | A              |              |               |
| La pastorella feudataria                                                  | Nicola VACCAJ          | CAR            |              |               |
| L'Ajo nell'imbarazzo                                                      | Gaet. DONIZETTI        | CAR            |              |               |
| Cenerentola                                                               | Gioacch. ROSSINI       | CAR            |              |               |
| Elisa e Claudio                                                           | Saverio MERCADANTE     | CAR            |              |               |
| L'inganno felice                                                          | Gioacch. ROSSINI       | CAR            |              |               |
|                                                                           |                        |                |              |               |
| 1826                                                                      |                        |                |              |               |
| Zadig e Astartea                                                          | Nicola VACCAJ          | A              | 14.9         |               |
| Donna Caritea                                                             | Saverio MERCADANTE     | A              |              |               |
| Semiramide                                                                | Gioacch. ROSSINI       | A              |              |               |
| Gli avventurieri                                                          | Giacomo CORDELLA       | CAR            |              |               |
| L'italiana in Algeri                                                      | Gioacch. ROSSINI       | CAR            |              | 5             |
| Mosè                                                                      | Gioacch. ROSSINI       | CAR            |              |               |
|                                                                           |                        |                |              |               |
| 1827                                                                      |                        |                |              |               |
| Almanzor                                                                  | Giov. TADOLINI         | A              |              | 8             |
| Il crociato in Egitto                                                     | Giac. MEYERBEER        | A              |              |               |
| Iefte                                                                     | Pietro GENERALI        | A              | 23.10        | 15            |
| Amalia e Palmer                                                           | Filippo CELLI          | CAR            |              | 4             |
| Il bazarro di Bassora                                                     | Pietro GENERALI        | CAR            |              |               |
| Il divorzio persiano                                                      | Pietro GENERALI        | CAR            | 31.1.1828    | 10            |
| Edoardo e Cristina                                                        | Gioacch. ROSSINI       | CAR            |              |               |
| Matilde di Shabran                                                        | Gioacch. ROSSINI       | CAR            |              | 11            |
| Il matrimonio segreto                                                     | Domenico CIMAROSA      | CAR            |              | 1             |
| Semiramide                                                                | Gioacch. ROSSINI       | CAR            |              | 4             |
|                                                                           |                        |                |              |               |
| 1828                                                                      |                        |                |              |               |
| Sargino (ovvero L'allievo d'amore)                                        | Ferd. PAER             | P              |              |               |
| Il barbiere di Siviglia                                                   | Gioacch. ROSSINI       | P              |              |               |
| L'inganno felice                                                          | Gioacch. ROSSINI       | P              |              | 1             |
| La pietra di paragone                                                     | Gioacch. ROSSINI       | P              |              | 4             |
| Il posto abbandonato                                                      | Saverio MERCADANTE     | P              | 20.5         | 4             |
| Ricciardo e Zoraide                                                       | Gioacch. ROSSINI       | P              | 3.6          | 5             |
| La donna del lago                                                         | Gioacch. ROSSINI       | A              |              | 6             |
| Gli arabi nelle Gallie                                                    | Giov. PACINI           | A              |              | 10            |
| I Crociati in Tolemaide                                                   | Giov. PACINI           | A              |              |               |
| La gazza ladra                                                            | Gioacch. ROSSINI       | CAR            |              | 6             |
| La schiava di Bagdad                                                      | Giov. PACINI           | CAR            | 15.1.1829    | 12            |
| Ser Marcantonio                                                           | Stef. PAVESI           | CAR            |              |               |
|                                                                           |                        |                |              |               |
| 1829                                                                      |                        |                |              |               |
| Adelina                                                                   | Pietro GENERALI        | P              |              | 4             |
| Cenerentola                                                               | Gioacch. ROSSINI       | P              |              | 6             |
| Clotilde                                                                  | Carlo COCCIA           | P              |              | 6             |
| Il cambio della valigia                                                   | Gioacch. ROSSINI       | E              |              | 3             |
| L'assedio di Corinto                                                      | Gioacch. ROSSINI       | A              | 1.10         | 10            |
| Bianca e Faliero                                                          | Gioacch. ROSSINI       | A              | 24.10        | 13            |
| Gli Illinesi                                                              | Feliciano STREPPONI    | A              | 20.11        | 5             |
| L'inimico generoso                                                        | Gius. PERSIANI         | CAR            | 29.12        | 3             |
| Il barbiere di Siviglia                                                   | Gioacch. ROSSINI       | CAR            |              | 15            |
| Elisa e Claudio                                                           | Saverio MERCADANTE     | CAR            |              | 14            |
| Tancredi                                                                  | Gioacch. ROSSINI       | CAR            |              | 4             |
|                                                                           |                        |                |              |               |
| 1830                                                                      |                        |                |              |               |
| Moctar                                                                    | Giov. TADOLINI         | A              | 30.9         | 4             |
| Giulietta e Romeo                                                         | Nicola VACCAJ          | A              | 6.11         | 10            |
| Semiramide                                                                | Gioacch. ROSSINI       | A              |              | 18            |
| Il pirata                                                                 | Vincenzo BELLINI       | CAR            | 28.12        | 8             |
| Le cantatrici villane                                                     | Valent. FIORAVANTI     | CAR            |              | 14            |
| L'inganno felice                                                          | Gioacch. ROSSINI       | CAR            |              | 3             |
| Mosè                                                                      | Gioacch. ROSSINI       | CAR            |              | 7             |
| La straniera                                                              | Vincenzo BELLINI       | CAR            | 22.2.1831    | 7             |
|                                                                           |                        |                |              |               |